# Hanna Nooni
Hanna Nooni (9 marzo 1984) è un'ex tennista svedese.

## Biografia
Professionista dal 2001, si è ritirata nel 2011. Ha espresso il suo miglior tennis sulle superfici lente.
In singolare ha vinto 5 titoli ITF: la sua posizione più alta in classifica è stata la numero 152. In doppio invece si è issata fino alla 146ª posizione.
Ha fatto parte della squadra svedese di Fed Cup dal 2003 al 2005. È scesa in campo nel primo turno del World Grup 2003, disputando due incontri di singolare contro l'Italia: è stata sconfitta in due set da Flavia Pennetta, ma si è poi riscattata con una vittoria in tre set su Adriana Serra Zanetti , portando così l'incontro alla quinta partita di doppio, comunque vinta dall'Italia.

## Statistiche ITF

### Singolare

#### Vittorie (5)
| Torneo $100.000 (0) |
| Torneo $80.000 (0)  |
| Torneo $75.000 (0)  |
| Torneo $60.000 (0)  |
| Torneo $50.000 (1)  |
| Torneo $40.000 (0)  |
| Torneo $35.000 (0)  |
| Torneo $25.000 (2)  |
| Torneo $15.000 (0)  |
| Torneo $10.000 (2)  |

| N. | Data             | Torneo              | Superficie  | Avversaria in finale | Punteggio     |
| 1. | 6 settembre 2004 | Madrid, Spagna      | Cemento     | Emma Laine           | 6–4, 6–3      |
| 2. | 3 luglio 2005    | Båstad, Svezia      | Terra rossa | Erica Krauth         | 6–0, 6–2      |
| 3. | 17 luglio 2005   | Vittel, Francia     | Terra rossa | Mathilde Johansson   | 6–2, 6–2      |
| 4. | 28 agosto 2007   | Pörtschach, Austria | Terra rossa | Janina Toljan        | 6–1, 4–6, 6–1 |
| 5. | 8 luglio 2008    | Garching, Germania  | Terra rossa | Michaela Pochabová   | 6–2, 7–5      |